# Zapoteca microcephala
Zapoteca microcephala là một loài thực vật có hoa trong họ Đậu. Loài này được (Britton & Killip) H.M.Hern. miêu tả khoa học đầu tiên.